# 巴塞爾藝術展
巴塞尔艺术展（Art Basel）是一个营利性、私人管理的国际艺术博览会，每年在瑞士巴塞尔、美國佛罗里达州迈阿密海滩和香港舉辦。巴塞尔艺术展为画廊提供了一个向买家展示和出售其作品的機會，並吸引大量的国际艺术观众和学生前來觀展。

## 历史

### 瑞士巴塞尔
巴塞尔艺术展于1970年由巴塞尔画廊主恩斯特·貝耶勒、Trudl Bruckner和Balz Hilt 创办。首届巴塞尔展吸引了超过16,000 名觀眾，並展出來自10个国家的90家画廊的作品。 1975 年，也就是创办五年后，巴塞尔艺术展吸引接近来自21个国家的300家參展商以及37,000名参观者。

### 佛罗里达州迈阿密海滩
巴塞尔迈阿密海滩艺术展于2002年首次推出。

### 香港

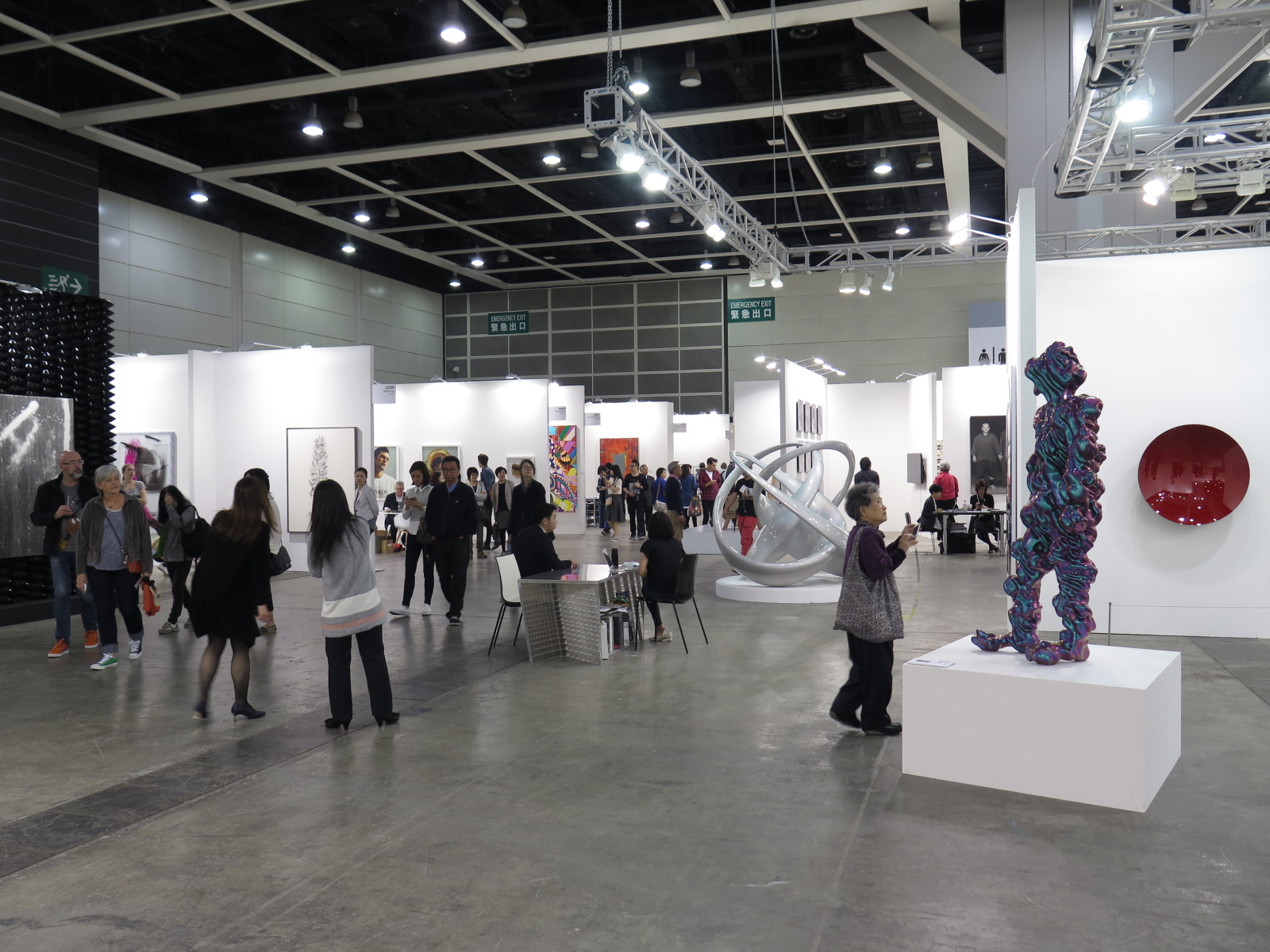
香港巴塞尔艺术展

2008年，MCH集团、Angus Montgomery Arts和Tim Etchells首次舉辦Art HK。MCH于2013年将其买断，並在香港會議展覽中心举办首屆香港巴塞尔艺术展。由于2019冠狀病毒病香港疫情，2020年香港巴塞爾藝術展被取消。2021年香港巴塞爾藝術展于5月19日至23日在香港会议展览中心举行。来自世界各地的104家画廊参展該次香港巴塞爾藝術展。